# Targum Jonatã
Targum Jonatã —  A tradição talmúdica atribui sua autoria à Jonatã ben Uzziel, um discípulo de Hillel. Sua construção gramatical é idêntica ao do Targum Onqelos, embora. sua tradução seja feita de forma parafraseada. A tradução do Hebraico para o Aramaico de Jonatã, contem os livros dos Profetas (Josué, Juízes, 1-2 Samuel e 1-2 Reis) e dos últimos Profetas (Isaías, Jeremias, Ezequiel e os Doze Profetas Menores). Nos tempos talmúdicos, até hoje nas comunidades judaicas do Iêmen, o Targum Jonatã é lido como uma tradução verso-a-verso alternativamente com os versos hebraicos do haftorá na sinagoga. Desta forma, quando o Talmude afirma que "uma pessoa deve completar suas porções das escrituras junto com a comunidade, lendo as escrituras duas vezes e o targum uma vez," a passagem pode ser utilizada para se referir ao Targum Jonatã, bem como ao Targum Onquelo sobre a Torá.

## Targum para Nevi'im
A tradução para os Livros dos Profetas para o Aramaico, ganhou reconhecimento geral na Babilônia no séc. III; e das academias babilônicas foi levado por toda a diáspora. Originou-se, no entanto, na Palestina e foi então adaptado ao vernáculo da Babilônia; de modo que contenha as mesmas peculiaridades linguísticas que o Targum Onquelo, incluindo instâncias esporádicas de palavras persas (por exemplo, enderun, Juízes xv. 1, xvi. 12; Joel ii. 16; dastaka = dastah, Juízes iii 22). Nos casos em que os textos palestinos e babilônicos diferem, este Targum segue o último (madinḥae). Originou-se, como o Targum ao Pentateuco, na leitura, durante o serviço, de uma tradução dos Profetas, juntamente com a lição semanal. Está expressamente declarado no Talmude Babilônico que o Targum aceito na Babilônia era de origem palestina; e uma tradição tanaíta é citada na passagem de Megillah, que declara que o Targum para os Profetas foi composto por Jonathan b. Uzziel da boca de Ageu, Zacarias e Malaquias, implicando assim que se baseava em tradições derivadas dos últimos profetas. As declarações adicionais que, por essa razão, toda a terra de Israel foram abaladas e que uma voz do céu exclamou: "Quem revelou meus segredos aos filhos dos homens?" são simplesmente reflexões lendárias da novidade do empreendimento de Jonatã e da desaprovação que ele evocou. A história acrescenta que Jonatã queria traduzir o Hagiographa também, mas que uma voz celestial ordenou que ele desistisse. O Targum para Jó, que, como já foi dito, foi retirado de circulação por Gamaliel I. pode ter representado o resultado de suas tentativas de traduzir o Hagiógrafo. Jonatã b. Uzziel é nomeado como o aluno mais proeminente de Hillel; e a referência ao seu Targum é, em todos os casos, de valor histórico, de modo que não há nada que contrarie a suposição de que ele serviu como base para o presente Targum aos Profetas. Foi completamente revisado, no entanto, antes de ser redigido na Babilônia. No Talmud babilônico é citado com especial frequência por Joseph, chefe da Academia de Pumbedita, que diz, com referência a duas passagens bíblicas: "Se não houvesse Targum para isso, não devemos saber o significado destes versos."  Isso mostra que já no início do séc. IV o Targum aos Profetas era reconhecido como de autoridade antiga.Hai Gaon aparentemente considerava Joseph como seu autor, uma vez que ele citou passagens dele com as palavras "Rab Joseph traduziu." Como um todo, este Targum se assemelha ao de Onquelo, embora não siga o texto hebraico tão de perto, e parafraseia mais livremente, em harmonia com o texto dos livros proféticos.